# Hōjō Masamura
Hōjō Masamura est un nom japonais traditionnel ; le nom de famille (ou le nom d'école), Hōjō, précède donc le prénom (ou le nom d'artiste).
Hōjō Masamura (北条 政村, 10 juillet 1205-13 juin 1273) est le septième shikken (1264-1268) du bakufu Kamakura, fils de Yoshitoki, 2e shikken.